# Halichoeres trispilus
Halichoeres trispilus är en fiskart som beskrevs av Randall och Smith 1982. Halichoeres trispilus ingår i släktet Halichoeres och familjen läppfiskar. IUCN kategoriserar arten globalt som livskraftig. Inga underarter finns listade i Catalogue of Life.